# Cernado (Manzaneda)
Cernado (llamada oficialmente Santa María de Cernado) es una parroquia y un lugar del municipio español de Manzaneda, en la provincia de Orense, Galicia.

## Organización territorial
La parroquia está formada por una entidad de población:
- Cernado

## Demografía
Gráfica demográfica del lugar y parroquia de Cernado según el INE español:
| Gráfica de evolución demográfica de Cernado entre 2000 y 2022 |
|                                                               |
| Datos según el nomenclátor publicado por el INE.              |